# Distrikt El Ingenio
Der Distrikt El Ingenio liegt in der Provinz Nasca in der Region Ica im Südwesten von Peru. Der Distrikt wurde am 19. November 1917 gegründet. Er besitzt eine Fläche von 612 km². Beim Zensus 2017 wurden 3366 Einwohner gezählt. Im Jahr 1993 lag die Einwohnerzahl bei 3214, im Jahr 2007 bei 2032. Sitz der Distriktverwaltung ist die 445 m hoch gelegene Ortschaft El Ingenio mit 520 Einwohnern (Stand 2017). El Ingenio liegt 24 km nordwestlich der Provinzhauptstadt Nasca.

## Geographische Lage
Der Distrikt El Ingenio liegt im Nordosten der Provinz Nasca. Der Flusslauf des Río Ingenio durchquert den Distrikt in westlicher Richtung. Entlang diesem findet bewässerte Landwirtschaft statt. Ein Großteil des Areals wird von den Ausläufern der peruanischen Westkordillere durchzogen. Im äußersten Westen erstreckt sich die Küstenwüste von Peru. Dort befinden sich die bekannten Nazca-Linien. Die Nationalstraße 1S (Panamericana) von Palpa nach Nasca durchschneidet den Westen des Distrikts und verläuft anschließend entlang der südwestlichen Distriktgrenze weiter Richtung Süden.   
Der Distrikt El Ingenio grenzt im Süden an den Distrikt Nasca, im Westen an den Distrikt Changuillo, im Nordwesten an den Distrikt Llipata (Provinz Palpa), im Norden an den Distrikt Ocaña, im Nordosten an den Distrikt Otoca sowie im Osten an den Distrikt Leoncio Prado (die drei letztgenannten Distrikte befinden sich in der Provinz Lucanas).

## Ortschaften
Im Distrikt gibt es neben dem Hauptort El Ingenio folgende größere Ortschaften:
- El Estudiante (251 Einwohner)
- El Molino
- El Palmar
- Guadalupe
- La Banda
- San Antonio
- San Francisco
- San José
- San Miguel de la Pascana (518 Einwohner)
- San Pablo
- Santa Isabel
- Sinccachi
- Tulin (1060 Einwohner)